# آنا کاناکیس
آنا کاناکیس (ایتالیایی: Anna Kanakis؛ یونانی: Άννα Κανάκη؛ زادهٔ ۱۹۶۲) بازیگر، نویسنده و مدل اهل ایتالیا است.
از فیلم‌هایی که وی در آن‌ها نقش داشته‌است، می‌توان به ای پادشاه، خسیس، کاترین جوان، ۲۰۱۹، پس از سقوط نیویورک، چشم، چشم بد، جعفری و رازیانه، فصلی از زندگی بزرگان و پول اشاره نمود.